# Список высших учебных заведений Курской области
В список высших учебных заведений Курской области включены образовательные учреждения высшего и высшего профессионального образования, находящиеся на территории Курской области и имеющие действующую лицензию на образовательную деятельность. Список вузов приведён в соответствии с данными сводного реестра лицензий, в список филиалов включены организации, участвовавшие в мониторинге Министерства образования и науки Российской Федерации 2016 года. По состоянию на 21 августа 2016 года в Курской области действующую лицензию имели 11 вузов и 2 филиала.
Филиалы вузов, головные организации которых находятся в иных субъектах федерации, сгруппированы в отдельном списке. Порядок следования элементов списка — алфавитный.

## Список высших образовательных учреждений
| Название                                                | Категория         | Статус      | Год основания | Месторасположение | Число студентов |
| ------------------------------------------------------- | ----------------- | ----------- | ------------- | ----------------- | --------------- |
| Индустриальный институт                                 | негосударственный | институт    | 2001          | Курск             | 380             |
| Курская академия государственной и муниципальной службы | государственный   | академия    | 2000          | Курск             | 1411            |
| Курский государственный аграрный университет            | государственный   | университет | 1951          | Курск             | 5696            |
| Курская духовная семинария                              | негосударственный | семинария   | 1787          | Курск             |                 |
| Курский государственный медицинский университет         | государственный   | университет | 1935          | Курск             | 6394            |
| Курский государственный университет                     | государственный   | университет | 1934          | Курск             | 10046           |
| Курский институт менеджмента, экономики и бизнеса       | негосударственный | институт    | 1994          | Курск             | 732             |
| Региональный открытый социальный институт               | негосударственный | институт    | 1994          | Курск             | 1119            |
| Региональный финансово-экономический институт           | негосударственный | институт    | 1997          | Курск             | 12489           |
| Юго-Западный государственный университет                | государственный   | университет | 1964          | Курск             | 11247           |

## Список филиалов высших образовательных учреждений
| Название                                                                                      | Категория         | Статус      | Год основания | Месторасположение | Месторасположение головной организации | Число студентов |
| --------------------------------------------------------------------------------------------- | ----------------- | ----------- | ------------- | ----------------- | -------------------------------------- | --------------- |
| Курский институт кооперации (филиал Белгородского университета кооперации, экономики и права) | негосударственный | институт    | 2003          | Курск             | Белгород                               | 920             |
| Курский филиал Финансового университета                                                       | государственный   | университет | 1958          | Курск             | Москва                                 | 632             |